# أندرو تريسي
أندرو تريسي (بالإنجليزية: Andrew Tracy)‏ هو محامي وسياسي أمريكي، ولد في 15 ديسمبر 1797 في هارتفورد في الولايات المتحدة، وتوفي في 28 أكتوبر 1868 في وودستوك في الولايات المتحدة. حزبياً، نشط في حزب اليمين. وقد انتخب عضو مجلس نواب فيرمونت وانتخب عضو مجلس النواب الأمريكي.